# Brémontier-Merval
Brémontier-Merval är en kommun i departementet Seine-Maritime i regionen Normandie i norra Frankrike. Kommunen ligger i kantonen Gournay-en-Bray som tillhör arrondissementet Dieppe. År 2022 hade Brémontier-Merval 430 invånare.

## Befolkningsutveckling
Antalet invånare i kommunen Brémontier-Merval
| Referens: INSEE |